# Вільгельм Мунтерс
Вільгельм Мунтерс (латис. Vilhelms Munters, 25 липня 1898, Рига — 11 січня 1967, Рига) — латвійський державний діяч, дипломат, в період з 1936 по 1940 рік — Міністр закордонних справ Латвії, Кавалер ордена Лачплесіса.
В'язень сталінських концтаборів.

## Біографія
Вільгельм Мунтерс народився 25 липня 1898 в Ризі, в сім'ї балтійських німців, які були родом з Естонії. 1915 закінчив Ризьку торговельну школу і вступив на факультет хімії в Ризькому політехнічному інституті (закінчив навчання 1925).
З 1917 по 1918 служив в російській імперській армії, під час Жовтневого перевороту був юнкером Владимирського училища і, як багато його товаришів по службі, ув'язнений у Петропавловській фортеці. Після звільнення, повернувся до Латвії, де в березні 1919 насильно мобілізований в Червону Армію. У липні Мунтерс втік і вступив добровольцем в Естонську армію у складі якої взяв участь в Естонській визвольній війні, був нагороджений Хрестом Свободи третього ступеня (I класу). Після демобілізації повернувся до Риги, де, як громадянин Латвії, прикликаний в національну армію у званні старшого сержанта, де прослужив шість тижнів.
З 1920 працював у Міністерстві закордонних справ Латвії, яке очолив 1936. Мунтерс залишався на посаді Міністра закордонних справ аж до захоплення Латвії СРСР.
Як Міністр закордонних справ, брав безпосередню участь у переговорах з Німеччиною (Договір про ненапад між Німеччиною та Латвією 1939 року) та СССР (Пакт про взаємодопомогу між Союзом Радянських Соціалістичних Республік і Латвійською Республікою).
1940, після радянської окупації Латвії, Мунтерс, разом з родиною, депортований до російського Воронежа, де викладав німецьку мову в педагогічному інституті. Кілька разів звертався до Анастаса Мікояна з пропозицією працевлаштування в Наркоматі зовнішньої торгівлі.
1941 Мунтерс заарештований і до 1954 утримувався в різних концтаборах РРФСР. 17 квітня 1952 Мунтерс засуджений на 25 років … за активну боротьбу проти революційного робітничого руху і проведення ворожої діяльності проти СССР; його дружина Наталія засуджена 1942 до 5 років концтаборів ГУЛАГ СССР, але, згідно зі скаргою Мунтерса голові Президії ВР СРСР, до моменту написання скарги провела у в'язницях 11 років. 1954 Мунтерси достроково звільнені і до свого повернення в Ригу (в 1956-му) працювали в місті Владимирі.
Після повернення до Латвії в кінці 1950-х працював в Академії Наук Латвійської РСР. Друкувався в радянській пресі (зокрема, в «Известиях»).
Помер 11 січня 1967 в Ризі, похований на Лісовому кладовищі.

## В культурі
Вільгельм Мунтерс у виконанні Улдіса Думпіс — один з ключових персонажів латвійського фільму «Страшне літо», який вийшов 2000 року, присвяченого анексії Прибалтики СРСР.

## Нагороди
- Військовий орден Лачплесіса (1924 рік),
- Орден Трьох Зірок II, III і IV класу,
- Хрест Визнання I класу,
- Орден Полярної зірки I, II і III класу (Швеція),
- Орден Білої Троянди I і II класу (Фінляндія),
- Орден Великого князя Литовського Гедиміна I і II класу (Литва)
- Орден Леопольда II і II класу (Бельгія),
- Хрест Свободи 1 класу 3 ступеня (Естонія),
- Орден Орлиного хреста I, II і III класу (Естонія),
- Орден Корони Італії I і II класу (Італія),
- Орден Святого Савви II класу (Югославія),
- Орден Христа II класу (Португалія),
- Орден Дубової корони III класу (Люксембург),
- Орден Відродження Польщі I і III класу (Польща),
- Орден Почесного легіону II, III і V класу (Франція),
- Орден Заслуг I класу (Австрія),
- Орден Святого Григорія Великого I класу (Святий Престол),
- Китайський орден I класу
- Орден Вітовта Великого I класу (Литва),
- Орден Корони Румунії II і III класу (Румунія)
- Орден Корони III класу (Бельгія)
- Орден Святих Маврикія і Лазаря I класу (Італія),
- Орден Заслуг німецького орла I класу (Німеччина)